# Lex Luthor (Smallville)
Lex Luthor es un personaje ficticio de la serie de televisión Smallville. Aparece desde el episodio piloto hasta el final de la séptima temporada, y Michael Rosenbaum lo ha interpretado continuamente, con varios actores interpretando al personaje cuando era niño o adolescente a lo largo de la serie. El personaje de Lex Luthor, creado por primera vez para los cómics por Jerry Siegel y Joe Shuster en 1940 como némesis de Superman, fue adaptado a la televisión en 2001 por Alfred Gough y Miles Millar; esta es sólo la tercera vez que el personaje se adapta a una serie de televisión de acción real. El personaje también ha aparecido en diversa literatura basada en la serie de televisión Smallville, ninguna de las cuales continúa directamente desde o dentro de los episodios de televisión.
En esta serie, Lex Luthor es enviado a Smallville, por su padre Lionel Luthor, para administrar la planta local de fertilizantes LuthorCorp. Después de tirar su coche por un puente, Clark Kent lo salva y rápidamente desarrolla una nueva amistad con el granjero. A medida que se desarrolla la serie, la curiosidad de Lex sobre Clark y todo lo relacionado con Clark finalmente destruye su amistad. La relación de Lex con su padre está llena de tensión desde el comienzo del programa y finalmente llega a su fin cuando Lex asesina a su padre en un esfuerzo por descubrir el secreto de Clark.
La encarnación del personaje de Smallville se presenta por primera vez como un personaje moralmente ambiguo, que camina por una delgada línea entre el bien y el mal. Lex es una persona curiosa, y es esa curiosidad la que lo impulsa a alcanzar tanto poder como sea posible a medida que avanza la serie; en última instancia, lo llevará a convertirse en el mayor enemigo de Clark. Michael Rosenbaum ha sido nominado y ganó un premio Saturn y un premio Teen Choice por su interpretación de Lex Luthor en Smallville. Después de siete temporadas como serie regular, Michael Rosenbaum dejó el programa, pero retomó el papel para el final de la serie de dos horas.

## Papel enSmallville
Lex Luthor, presentado en el piloto como el hijo del multimillonario Lionel Luthor (John Glover), es enviado a Smallville por su padre para administrar la planta de fertilizantes local. Cuando era niño, queda atrapado en la primera lluvia de meteoritos que lo deja completamente calvo y le proporciona una salud perfecta. Años más tarde, cuando ya era un adulto joven, Lex conoce por primera vez a Clark Kent (Tom Welling), que le salva la vida de ahogarse y los dos rápidamente se hacen amigos. Durante las primeras temporadas del programa, la amistad de Lex con Clark lo inspira a intentar ser una mejor persona que su padre, pero sus motivos generalmente están impulsados por la curiosidad por lo inexplicable, como el día que Clark lo rescató de ahogarse. A lo largo de siete temporadas, comenzando con el episodio piloto el día en que Clark lo rescató de ahogarse, Lex ha estado tratando de descubrir los secretos que guardan Clark y la ciudad de Smallville.
En la primera temporada, Lex ayuda a Clark a intentar reunirse con Lana mientras intenta descubrir el misterio detrás de su accidente automovilístico. Jonathon Kent considera sospechosa su amistad con Clark, quien a menudo rechazaba las ofertas de ayuda financiera de Lex a pesar de saber que Lex no le había hecho ningún mal. Contrata a Roger Nixon (Tom O'Brien ), reportero del tabloide The Inquisitor, para descubrir cómo sobrevivió al accidente automovilístico en el que Clark lo salvó de ahogarse. Toda la evidencia apunta a que Clark fue atropellado por el auto de Lex, pero Lex se niega a creer que eso fue lo que sucedió, por lo que Nixon intenta exponer a Clark ante todos. Casi al mismo tiempo, Lex también solicita la ayuda del Dr. Hamilton (Joe Morton), a quien se le encarga estudiar los efectos de las rocas de meteoritos. Hamilton encuentra un disco octogonal, con símbolos desconocidos impresos en la superficie del disco que coinciden con los de la nave de Clark, mientras busca rastros de una nave extraterrestre que aterrizó en Smallville en 1989. Nixon finalmente roba el disco en un intento de abrir la nave de Clark.
En la segunda temporada, la curiosidad de Lex por los símbolos continúa. Lex primero mata a Nixon antes de que el reportero pueda matar a Jonathan Kent (John Schneider) por proteger a Clark de Nixon. Cuando Clark descubre las cuevas Kawatche, debajo de un sitio de construcción de LuthorCorp, Lex opta por ser el curador de las cuevas para preservarlas después de notar símbolos en las paredes de las cuevas que coinciden con los símbolos en el disco, así como una forma octogonal en la pared. de la cueva que encajaría perfectamente en el disco. Su interés crece cada vez más cuando encuentra a Clark constantemente en las cuevas, y luego con un trozo de papel que parece indicar que Clark ha descifrado el idioma en las paredes de la cueva, aunque Clark niega poder leer el idioma. La compañía de Lex finalmente pierde las cuevas de Kawatche ante Lionel, ya que su padre también ha desarrollado un interés en las cuevas y el disco octogonal. Durante todo esto, Lex también conoció y cortejó a la Dra. Helen Bryce (Emmanuelle Vaugier), pero Helen intentaría matarlo en su luna de miel.
La tercera temporada reveló por qué Lex soportó la dura crianza de Lionel; su padre lo culpa por la muerte de su hermano menor Julian Luthor, pero Lex asumió la culpa para proteger al verdadero asesino, su madre mentalmente enferma Lillian Luthor (Alisen Down ), de la ira de Lionel. Además, la curiosidad de Lex por los símbolos (y por Clark) lleva a una pelea entre los dos. Cuando Lionel le da a Clark la llave de una habitación en la Mansión Luthor donde Lex ha estado recopilando información sobre la familia de Clark, Clark le informa a Lex que su amistad "ha terminado".
En la cuarta temporada, Lex reemplaza a su padre como director ejecutivo de LuthorCorp y centra su atención en encontrar tres piedras antiguas, que contienen los mismos símbolos que los de la cueva y el disco. No logra encontrar las tres piedras, pero sospecha que Clark sí las encontró, y las usó para encontrar el tesoro de conocimiento al que se suponía que debían haber conducido, teniendo a menudo enfrentamientos con Jason Teague (Jensen Ackles). Alrededor de este tiempo, el estilo de vida de Lex de acostarse con mujeres y luego dejarlas al día siguiente lo alcanzaría cuando uno (Cobie Smulders) con quien se había acostado anteriormente intentó matarlo después de incriminarlo por el asesinato de otra de dichas mujeres.
En la quinta temporada, Lex se obsesiona con descubrir el secreto de Clark; saca a tres criminales metahumanos de Belle Reve y los envía a Kent Farm, donde mantienen como rehenes a varias personas cercanas a Clark. Sin embargo, el plan no sirve de nada y Clark elimina completamente a Lex de su vida al descubrirlo. Su curiosidad por los símbolos, que cree que son de naturaleza extraña, da como resultado que Brainiac (James Marsters) lo arregle para que sea poseído por el espíritu del criminal kryptoniano Zod. En la sexta temporada, Lex se casó con Lana Lang (Kristin Kreuk) después de engañar a Lana para que quedara embarazada de su hijo. Al enterarse de la verdad, Lana fingió su propia muerte e intentó culpar a Lex del asesinato.
La séptima temporada mostró el descenso de Lex a la oscuridad; Tiene una relación de hermano con Grant Gabriel (Michael Cassidy), el nuevo editor del Daily Planet, hasta que se revela que Grant es en realidad un clon del difunto hermano de Lex. Después de que Lex compra el Daily Planet, Grant intenta evitar que Lex sea controlador, por lo que Lex asesina al clon de su hermano y lo presenta como un atraco fallido. Luego, Lex descubre que los símbolos anteriores están conectados a la organización secreta Veritas, de la que forma parte su padre. Los miembros de Veritas se enteraron de que un visitante extraterrestre conocido como "El Viajero" llegaría a Smallville durante la lluvia de meteoritos de 1989. En ese momento, Lex se da cuenta de que Lionel ha estado encubriendo la existencia del Viajero y posteriormente mata a su propio padre por ello. Finalmente descubre que los miembros de Veritas conocían un medio para controlar al Viajero, por lo que Lex se propone encontrar el dispositivo. El dispositivo, un orbe que encuentra en el manto sobre una chimenea en la mansión Luthor, lleva a Lex a la Fortaleza de la Soledad, donde se enfrenta a Clark. Habiendo finalmente descubierto el secreto de Clark, Lex usa el orbe para derribar la Fortaleza que rodea a Clark y a él mismo.
En la octava temporada, Lex desaparece y Tess Mercer (Cassidy Freeman) queda a cargo como la sucesora cuidadosamente elegida por Lex. Tess quiere que encuentren a Lex, hasta que se revela que Lex tiene un nanotransmisor implantado quirúrgicamente en el nervio óptico de Tess. Queriendo venganza, Lex usa una bomba de kriptonita para robar el traje biomejorado de Lana, diseñado para absorber y emitir radiación de kriptonita, absorber la radiación para desactivar la bomba y, posteriormente, no poder volver a acercarse a Clark sin efectos fatales. Oliver Queen (Justin Hartley) descubre la ubicación de Lex y usa una bomba para hacer estallar el transporte médico de viaje de Lex, aparentemente matándolo.
La décima temporada reveló que Lex apenas está vivo y escondido después del intento de su vida por parte de Oliver, y había fabricado una serie de clones en una lucha por curarse a sí mismo. Sin embargo, la mayoría de estos clones tienen defectos y envejecen a un ritmo acelerado. Un clon de Lex (Mackenzie Gray ), aproximadamente veinte años mayor que el original, intentó vengarse de Clark intentando matar a Lois Lane (Erica Durance), pero murió antes de que pudiera terminar. El final de la serie de dos horas reveló que Lex tenía un clon compuesto escondido y mantenido con soporte vital. El clon fue creado a partir de las mejores piezas de varios otros, pero carecía de corazón. Después de que una versión de realidad alternativa de su padre se sacrifica por Darkseid, el clon recibe el corazón de Lionel, resucitando efectivamente a Lex. Habla con Clark y le dice a su antiguo amigo que acepta que tienen un destino como enemigos, pero que ninguno de los dos puede cumplir sus roles a menos que Clark derrote a Darkseid inspirando a la humanidad. Más tarde, Lex se encuentra con Tess y apuñala fatalmente a su hermana, pero Tess lo envenena con una neurotoxina especializada que elimina todos los recuerdos de Lex. La serie termina trasladándose siete años al futuro, donde Lex había sido elegido presidente de los Estados Unidos.

## Representación
Al crear la versión de Lex Luthor de Smallville, los desarrolladores de la serie Alfred Gough y Miles Millar decidieron que él no sería un precursor del papel más cómico interpretado por Gene Hackman en la serie de películas de Superman; la pareja quería que fuera simpático y vulnerable. El papel fue difícil de elegir, ya que ninguno de los involucrados en el casting pudo ponerse de acuerdo sobre quién les gustaba para el papel. Gough y Millar querían elegir a un comediante para la serie, con la creencia de que los comediantes siempre quieren "complacer y ser amados al mismo tiempo". Michael Rosenbaum audicionó dos veces para Lex Luthor. Sintiendo que no se tomó en serio su primera audición, Rosenbaum esbozó una escena de dos páginas y media, indicando todos los lugares en los que ser divertido, carismático o amenazador. Su audición fue tan bien que todos estuvieron de acuerdo en que él era "el chico".
Antes de que Rosenbaum consiguiera el papel, Martin Cummins audicionó para el papel de Lex Luthor; Cummins pasaría a interpretar al Dr. Garner, un neurocientífico que experimenta con Clark Kent, en varios episodios de Smallville que abarcan la segunda y la tercera temporada.  A Zachary Levi, quien originalmente audicionó para interpretar a Clark Kent, se le pidió que hiciera una audición para Lex Luthor e impresionó a varios de los creativos del programa. Levi creía tan firmemente que iba a ser elegido que se mudó a Vancouver y se afeitó la cabeza antes de que la cadena le dijera que no había sido elegido. Michael Rosenbaum no es el único actor que interpreta a Lex en el programa. Ha habido otros cuatro actores que han desempeñado el papel; Matthew Munn, Wayne Dalgish, Lucas Grabeel y Connor Stanhope han interpretado a Lex Luthor cuando era niño en varios episodios de la serie. Rosenbaum disfrutó las oportunidades que tuvo para mostrar el lado malvado de Lex, aunque sea solo por unos segundos en temporadas anteriores. En concreto, le encanta la posibilidad de "exagerar", como hizo en "Hug", donde su personaje saca una ametralladora y dispara a todo lo que encuentra a su alcance; Para el actor, esto le dio a la audiencia una idea de en quién se estaba convirtiendo Lex. Para retratar la calva característica de Lex, Rosenbaum tuvo que pasar por algo más que un simple afeitado de cabeza. No sólo le afeitaban la cabeza todos los días, sino que tenía que someterse a horas de tratamientos de maquillaje en su cabeza, en varias combinaciones de colores, para que su línea natural del cabello no apareciera en la película. Después de siete temporadas interpretando a Lex Luthor en Smallville, Michael Rosenbaum decidió seguir adelante con su carrera como actor, por lo que se apartó del programa. En 2011, Rosenbaum aceptó aparecer en el final de la serie y expresó que su regreso para el episodio final era para los fanes.

## Desarrollo de personaje

### Progresión de la historia
Rosenbaum creía que Lex estaba tratando de ser un héroe en la primera temporada, pero que su personaje mostraba signos de tener que luchar contra la "ambigüedad" y mantenerse en el camino recto. La relación llena de tensión con su padre, que se establece por primera vez en el episodio piloto, llega a un cruce en el final de la primera temporada, cuando Lex tiene la decisión de ayudar a su padre a quitar la viga estructural que le cayó encima. o dejarlo morir. Rosenbaum quería que la audiencia viera que Lex realmente estaba contemplando cómo sería su vida si Lionel ya no estuviera presente. Como Rosenbaum explicó la escena:

Creo que lo que separa a un asesino de una persona normal y cuerda es ese momento de decisión. Los asesinos pueden tomar la decisión de cometer ese acto y matar, algo que la mayoría de la gente probablemente nunca tenga que afrontar. Ni tú ni yo nunca hemos sido empujados tan lejos y, en comparación con la vida de Lex, nuestras vidas no han sido tan traumáticas. En ese momento en la biblioteca, Lex olvidó quién era. Así es como lo jugué y así es como quería que se viera. Y son esas decisiones que tomas las que te hacen darte cuenta de que existe una línea muy fina entre lo racional y lo irracional. Cuando estás conduciendo por la carretera, tu día se ha ido al infierno y estás realmente molesto por un momento y sólo quieres sacar el volante de la carretera. La mayoría de la gente piensa eso por un segundo y luego lo deja ir, pero en el momento en que lo piensas, ¿realmente lo estás contemplando? ¿Realmente harías eso? La mayoría de la gente no lo haría, pero cuando ve a su padre tirado allí, es uno de esos momentos en los que Lex es como ese conductor.

La segunda temporada profundizó en los momentos más oscuros de Lex, desde el momento en que duda en salvar la vida de su padre, hasta su arrebato contra Jonathan por lo que considera un trato injusto. Estos momentos influyen en la psique de Lex. "Memoria" de la tercera temporada finalmente explicó las misteriosas circunstancias que rodearon la muerte del hermano pequeño de Lex, Julian. Gough explica que conocían la historia de Julian Luthor desde la primera temporada, cuando el personaje fue mencionado por primera vez en "Stray", pero querían encontrar el momento adecuado para explicar la situación. El equipo creativo quería que la audiencia pensara que Lex era responsable de la muerte de Julian cuando era un bebé, antes de finalmente revelar que Lex simplemente estaba encubriendo a su madre.
La cuarta temporada comenzó a ampliar el arco de la larga historia de la serie sobre los sentimientos de Lex por Lana. Aunque las semillas se plantaron en el segundo episodio de la primera temporada, no fue hasta la cuarta temporada que Lex comenzó a mostrar más de sus verdaderos sentimientos. Según Gough, Lex no solo estaba tratando de proteger a Lana de Jason Teague (Jensen Ackles), el novio de Lana que también estaba detrás de las piedras del conocimiento, sino que también estaba tratando de sacar a Jason fuera de escena por completo para poder tener a Lana para siempre. él mismo. El escritor Darren Swimmer cuestionó los motivos de Lex en temporadas anteriores: "Tienes que preguntarte, en palabras del propio Lex Luthor: ¿Por qué un multimillonario querría rescatar a esta chica y comprarle una cafetería para empezar? ¿De qué se trata todo eso? ?" El escritor Todd Slavkin describió la quinta temporada como "el oscurecimiento de Lex Luthor". Para cuando "Aqua" apareció, Lex se había quitado los guantes, ya que no había ninguna amistad con Clark de la que debiera preocuparse, y su lado oscuro comenzó a mostrar su rostro. La quinta temporada también vio cómo comenzó a desarrollarse el hambre de poder de Lex, mientras hacía campaña para un escaño en el Senado de Kansas. Fueron los acontecimientos de "Lexmas" los que llevaron a Lex a continuar su búsqueda del poder supremo. En "Lexmas", Lex recibe un disparo y tiene la oportunidad de vivir una vida en la que está casado con Lana y ya no busca poder. En esta realidad alternativa, sin todo el poder y el dinero que tenía originalmente, Lex no puede salvar a Lana, quien muere después de dar a luz a su segundo hijo. Es aquí donde Lex decidió que siempre "iría por el premio".

### Caracterización
Una de las características clave de Lex es su curiosidad por lo inexplicable. El motivo principal de Lex para sus acciones "turbias" se deriva de su curiosidad, específicamente desde el momento en que él y Clark se conocen después de que Lex golpea a Clark con su Porsche. Clark siempre aparece cuando sucede algo extraño en Smallville no hace más que alimentar la curiosidad de Lex. Rosenbaum cree que Lex sólo ve dos opciones: "Para Lex, es dar un buen viaje a Metrópolis y trabajar con su padre, o descubrir qué está pasando con este tipo fuerte y extraño, Clark Kent". Otra característica de Lex Luthor ' Smallville, que se desarrollará a lo largo de la serie, es su maldad. Rosenbaum cree que lo que el público ve en el lado oscuro de Lex en las primeras temporadas es simplemente una muestra de lo que el personaje es realmente capaz de hacer. En el estreno de la segunda temporada "Vortex", Rosenbaum le pidió a Greg Beeman que filmara un primer plano de él después de dispararle a Nixon, en un esfuerzo por abrir una ventana al lado más oscuro de Lex. Rosenbaum tenía la intención de dejar abierta a la audiencia la interpretación de si Lex disfrutaba matar a Nixon. Como Beeman explica los pensamientos de Lex Luthor después de matar a un hombre por primera vez, incluso si fue en defensa propia, "... o Lex está horrorizado y consternado, o le gustó y se sintió bien". Según Rosenbaum, cuando Lex llega a ese punto en el que usa toda su mente y "realmente se vuelve loco", ese es el punto en el que "el mundo necesita esconderse". El crítico de televisión Brian Byun sintió que fue esta lucha entre el bien y el mal dentro de Lex lo que no solo lo convirtió en un antihéroe, sino que también, dado que la audiencia familiarizada con la mitología de Lex y el conocimiento de que terminará convirtiéndose en el mayor enemigo de Superman, hacen de Lex Luthor de Smallville una "figura trágica [de] grandeza casi shakesperiana".
Tomando una página de A Bronx Tale de Chazz Palminteri, Rosenbaum ignoró el guion durante su escena final con Kristin Kreuk para el final de la sexta temporada. Aquí, mientras Lana le informa a Lex que se va a ir, Lex la rodea y cierra la puerta de salida. Rosenbaum intentaba provocar un momento de miedo en el público. Para el actor, quería que la audiencia se preguntara qué le iba a hacer Lex a Lana; Fue un momento destinado a mostrar cuán impredecible puede ser Lex.
A medida que avanzaban las temporadas y el personaje comenzaba a volverse más oscuro y siniestro, Rosenbaum buscó más oportunidades para aportar humor a la escena, ya sea con sutilezas físicas como pequeñas sonrisas en momentos clave, o "humor autocrítico". Uno de esos casos, que se hizo popular entre el público, fue en el episodio "Justice" de la sexta temporada, donde Lex hizo una broma acerca de querer una cola de caballo. Los productores estaban preocupados por el diálogo, pero Rosenbaum los convenció de que podía lograrlo. Para Rosenbaum, esta broma de Lex lo hace más creíble como persona, porque es bien sabido que Lex siempre quiso cabello. Este momento refleja un episodio anterior, donde Lex revela sus sentimientos de mezquindad al compararse con Clark. En "Lockdown" de la quinta temporada, Lex ofrece una ventana a sus pensamientos sobre su lugar en Smallville. Como lo describe el escritor Steven S. DeKnight, el público ve un momento en el que Lex muestra cómo todavía se siente como un extraño y que ve a Clark como esta "persona perfecta". DeKnight cree que, desde la perspectiva de Clark, Lex está impulsado por su deseo de lograr todo lo que Clark tiene, como su familia y su novia. Lex también desarrolla un ansia de poder, y ese hambre se expande en la quinta temporada. Al Gough cree que las motivaciones políticas de Lex se basan en su ansia de poder. Rosenbaum se hace eco de esa opinión y cree que Lex nunca tendrá suficiente; "Lex es un personaje insaciable". Rosenbaum cree que nada saciará el hambre de Lex y que seguirá así hasta ser presidente de los Estados Unidos. Incluso entonces, seguirá intentando agradar a la mayoría de la gente y creer en él.
Visualmente, el personaje de Lex Luthor tiene sus propias características. En Smallville, a Lex generalmente se le da un "fondo [de color] de vidrio y acero", y está vestido con mucha ropa negra, gris y de "tonos fríos", como morados y azules.

### Relaciones
Rosenbaum se da cuenta de que la amistad entre Lex y Clark está destinada al fracaso, pero que la amistad de Clark realmente es importante para Lex al principio de la serie. El actor también cree que si Clark pudiera ver la oscuridad contra la que Lex lucha constantemente, entonces entendería más de las acciones de Lex. El crítico Brian Byun expresó que la elección de explorar la amistad entre Clark y Lex, antes de que se convirtieran en enemigos jurados, algo que se había usado en el pasado pero nunca hasta la profundidad de lo que Smallville está haciendo, ayudó a evitar que el programa se convirtiera en "Dawson's Creek con superpoderes".
Al igual que Lana, que albergaba un vacío en su interior tras la pérdida de sus padres, que intentó llenar con los hombres de su vida, Lex intenta llenar su propio vacío, por la pérdida de su madre, con las mujeres de su vida. Según la escritora Holly Harold, Lex "necesita y quiere ser amado". Rosenbaum está de acuerdo y siente que Lex está buscando ese "amor incondicional". El actor compara este sentimiento con uno con el que todos pueden identificarse, pero que Lex no logra lograr no solo con las mujeres con las que desarrolla relaciones, sino también con su propio padre. Rosenbaum y Annette O'Toole (Martha Kent) coinciden en que la única persona que podría darle ese amor a Lex es su madre, que murió cuando él era un niño. Cada vez que tienen escenas juntos, O'Toole y Rosenbaum intentan insinuar la idea de que Martha quiere brindarle ese amor a Lex, porque reconoce que él lo necesita y que Lex realmente quiere que ella también se lo brinde.
Después de varias relaciones fallidas, Lex finalmente cree que tiene lo que quiere cuando comienza una relación romántica con Lana Lang. En "Hypnotic", en un esfuerzo por dejar de lastimar emocionalmente a Lana, Clark le dijo que ya no la amaba. Esto lleva a Lana a los brazos de Lex. El escritor Darren Swimmer explica que esto no fue algo que acaba de suceder en la serie, sino algo que se había insinuado durante muchas temporadas. Rosenbaum admite que Lex estuvo enamorado de Lana durante muchos años, pero sostiene que intentó ayudar a Clark a ganarse a Lana desde el principio y lo logró. Cuando la relación de Clark y Lana se desmoronó debido al engaño de Clark, Lex estaba esperando. Rosenbaum cree que Lana estaba "cansada del niño y quería un hombre cerca". Por el contrario, Swimmer cree que Lana empezó a salir con Lex como una forma de enojar a Clark, pero la relación "se convirtió en mucho más". Kreuk sostiene que Lana acudió a Lex porque "sabe que nunca lo amará realmente". Kreuk cree que la relación de Lana con los hombres de su vida fue motivada originalmente por el deseo de llenar un vacío en su vida que quedó después de que mataron a sus padres. Esta necesidad de llenar ese vacío se cumplió en “Void”, cuando Lana tomó una droga para inducir la muerte y poder ver a sus padres en el más allá. Al conocer a sus padres, Kreuk cree que Lana se dio cuenta de que ya no necesitaba a nadie más para llenar ese vacío en ella. Kreuk ve este vacío lleno como la razón por la que Lana gravitaría hacia Lex. Kreuk siente que si Lex hubiera elegido un camino diferente después de los eventos de "Lexmas", entonces Lana habría podido amarlo de verdad.
Como lo describe Rosenbaum, Lex ve a Lana como una chica hermosa y encantadora con un poco de ingenuidad. Es esta ingenuidad la que le permite a Lex creer que puede confiar en Lana y que ella es su único amor verdadero. Lex también sabe que Lana siempre amará a Clark, pero espera que ella lo ame por lo que es de todos modos. Rosenbaum no cree que Lana le dé eso a Lex. La escritora Holly Harold encuentra paralelos entre la relación de Lex con Lana y la relación de Lionel con Martha. Ambos hombres creen que estas dos mujeres serán su gracia salvadora y los sacarán del lado oscuro. En defensa de Lex, Rosenbaum sostiene que Lex no está usando a Lana en un esfuerzo por lastimar a Clark, sino que realmente la ama. El actor cree que el problema de Lex radica en el hecho de que cada vez que ha amado a alguien y se ha abierto a él ha sido herido o traicionado. Aunque Lex ama a Lana más que a nadie antes que ella, simplemente no puede abrirse por completo por miedo a repetir el pasado. Rosenbaum cree que la eventual disolución del matrimonio entre Lex y Lana fue un momento trágico en la vida de ambos personajes. Es un momento que solidifica la historia de Lex de abrirse a las mujeres y hacer que lo lastimen.
No son sólo las mujeres de su vida con las que Lex tiene dificultades para mantener una relación sana, sino también con su padre. Rosenbaum caracteriza la relación entre Lex y Lionel como una forma de tira y afloja y no está de acuerdo con la evaluación de John Glover de que Lionel simplemente está probando a Lex para la vida que va a asumir. Para Rosenbaum, Lex está siendo empujado y empujado, y Lex tiene miedo de llegar al punto del que sabe que ya no podrá regresar. En "Vortex", Lex se da cuenta de que olvidó quién era en ese momento en que su padre quedó atrapado debajo de la columna y se sintió culpable por la situación. Según Rosenbaum, Lex se dio cuenta de que al dejar morir a su padre habría estado viajando por un camino oscuro y se habría convertido en todo lo que su padre era: malvado. A medida que Lex continúa viviendo a la sombra de su padre y pasa el tiempo, aprende más sobre el "monstruo" que realmente es Lionel. El punto de ruptura llega cuando Lex se entera de que su padre mató a sus abuelos en el incendio de una vivienda. Rosenbaum ve esto como el máximo dilema ético: lo compara con que los padres se enteren de que su hijo ha asesinado a alguien y luego tengan que decidir si deben acudir a las autoridades o no, y Lex, que ya no puede soportar el abuso de su padre, decide entregar a Lionel al FBI. Según Rosenbaum, la decisión está justificada para Lex, quien ve ese monstruo que Lionel realmente es por sus acciones: usar terapia de electroshock para borrar los recuerdos de Lex, drogarlo, matar a sus propios padres y la forma en que trató a la madre de Lex.

## Recepción
Michael Rosenbaum fue nominado varias veces para la categoría de Mejor Actor de Reparto en una Serie de Televisión del Premio Saturn por su interpretación de Lex Luthor. Su primera nominación llegó en 2002, que es el único año en que ganó el premio. El mismo año también fue nominado al premio Cinescape Genre Face of the Future, junto a su coprotagonista Kristin Kreuk. Siguió con nominaciones consecutivas de 2003 a 2006. Rosenbaum fue nominado a Choice Sidekick en los Teen Choice Awards de 2002 y 2003. En 2007, 2008 y 2009 fue nominado como villano elegido en los Teen Choice Awards.

## Otras apariciones en los medios

### Novelas para adultos jóvenes
Lex hace su primera aparición fuera de la serie de televisión en la novela Smallville: Strange Visitants, publicada por Aspect. Cuando un par de estafadores llegan a Smallville promocionando curas milagrosas creadas por las rocas de meteorito, Lex se interesa en lo que realmente buscan, ya que cree que sus planes podrían obstaculizar la investigación que está haciendo sobre las rocas de meteorito. Después de que se descubre la estafa de Jacobi y Wolfe, Lex utiliza una corporación ficticia para robar todas las rocas de meteorito que ha recolectado la Fundación Ascendence de Jacobi. En Smallville: Dragon, Lex organiza una fiesta en su mansión para los adolescentes locales, que finalmente es estrellada por una criatura reptil creada por las rocas de meteoritos. También recibe la visita de un viejo amor, Renata, que aparece buscando reavivar su relación. Lex descubre rápidamente que tiene un motivo oculto cuando le propone financiar un negocio de drogas, lo que hace que Lex se dé cuenta de que en realidad fue enviada por su padre como una prueba para Lex.

### Libros de historietas

#### Smallville
En 2012, la serie Smallville continuó a través del cómic, con Smallville: Temporada 11. Escrito por Bryan Q. Miller, quien también escribió para la serie de televisión, el primer número detalla que Lex cambió el nombre de LuthorCorp a LexCorp, debido a su pérdida de memoria en el final de la serie. La muerte de Tess Mercer se considera suicidio y Lex vende los derechos de propiedad al Daily Planet. También se pregunta por qué se haría amigo del "poco sofisticado" granjero convertido en reportero Clark Kent, después de leer algunos recortes de periódico, pero ocasionalmente admite que siente algo en Clark que no puede entender. Inmediatamente desconfía de "Superman", después de que este último se revela al mundo. Lex no sabe por qué desprecia y se obsesiona con Superman además de confiar en sus sentimientos, sospechando que tiene algo que ver con su pasado. Por lo tanto, esto revela que quedan restos de recuerdos para que Lex continúe con su odio hacia el superhéroe pero no tenga conocimiento de la identidad secreta de Superman, sin embargo, sigue siendo una amenaza para Clark debido a la posibilidad de que Lex recuerde en cualquier momento debido a su subconsciente. está tratando de advertirle. Más tarde, Lex descubre que una vez supo quién es Superman y decidió recordarlo, al darse cuenta de que Tess lo envenenó para proteger The Blur. Esto lleva a una propuesta con el general Sam Lane para crear una empresa conjunta entre LexCorp y el Pentágono para el proyecto de la compañía, "Guardian Defense Platforms", que implica monitorear las comunidades metahumanas y extraterrestres del mundo. En el segundo número, Lex toma medidas para recuperar sus recuerdos perdidos, y su asistente Otis Berg investiga la neurotoxina que Tess usó en él. Finalmente, descubre que la toxina ha provocado que el cerebro de Lex funcione en un porcentaje más alto de lo normal, aumentando su inteligencia general.. Además, Otis descubre que la toxina no sólo borró los recuerdos de Lex y mejoró su inteligencia, sino que también hizo que se vinculara mentalmente con la conciencia de Tess cuando ella lo envenenó. Clark y Oliver finalmente descubren lo que le pasó a Tess, extraen su conciencia de Lex y la cargan en la computadora de la Watchtower hasta que puedan clonarle un nuevo cuerpo, eventualmente uno robótico construido por Emil Hamilton que refleja el original pero también le da habilidades que incluyen la creación de viento con fuerza de ciclón. También se revela que Lex era amigo de Bruce Wayne, la identidad secreta de Batman, desde la infancia, pero perdió el contacto tras el asesinato de los padres de Bruce. Años más tarde, Bruce sabe en secreto que Lex ahora es corrupto. Después de ayudar a derrotar a los Monitores, Lex considera postularse para la Oficina Oval; Lex sabe que ese era su objetivo de ser presidente de los Estados Unidos antes de su amnesia.

#### Arrowverse
Warner Bros. y los productores de la serie de televisión Arrowverse se acercaron a Michael Rosenbaum para que repitiera su papel de Lex en el crossover "Crisis en Tierras Infinitas ", pero él se negó y, en cambio, obtuvo una pequeña mención como presidente. Sin embargo, su personaje hace un cameo en el fondo del cómic Crisis on Infinite Earths Giant junto con otras iteraciones de Lex Luthor, incluidas aquellas de otros medios relacionados con Superman y adaptaciones como la iteración basada en la interpretación de Gene. Hackman (con este Luthor comentando que la iteración de Tierra-38 le recuerda a su sobrino Lenny, un personaje de la película Superman IV: The Quest for Peace interpretado por Jon Cryer), debido a que se centra en Lex de Cryer y Tyler Hoechlin. Superman de la serie de televisión Supergirl. Se revela que Lex ha formado "El Consejo de Luthors" con sus homólogos del universo paralelo después de contactarlos durante Smallville: Temporada Once, siendo identificado como 167 después de la designación de su Tierra, para planes para eliminar a los Superhombres del multiverso para que puedan lo conquistaron sin las interferencias de sus enemigos y establecieron una base satelital en órbita sobre la Tierra-99 (donde Batman mató a su Superman). La formación del consejo también ha llevado a los Superhombres a formar su propia alianza para contrarrestarlos, aunque no se revela si Clark se había unido a ellos antes de renunciar a sus poderes por su familia. Lex, al igual que otros miembros, desprecia al Luthor de Tierra-38 (Cryer) y quiere matarlo, especialmente después de que la variante de Tierra-38 propone que manipulen a Superhombres para luchar contra el Anti-Monitor, a pesar de que Luthor de Tierra-38 argumenta que algunos de los kryptonianos probablemente morirían luchando contra la entidad interdimensional. Como miembro del consejo, ahora tiene su propio traje de guerra Lexorian similar al de Luthor de la Tierra-38, un exoesqueleto impulsado por kriptonita que le proporcionaron para sus luchas contra su propio Superman.